# Distrikt Cusco
Der Distrikt Cusco (alte Schreibweise Distrikt Cuzco) liegt in der Provinz Cusco der Region Cusco in Südzentral-Peru. Der Distrikt hat eine Fläche von 116,22 km². Beim Zensus 2017 lebten 114.630 Einwohner im Distrikt. Im Jahr 1993 lag die Einwohnerzahl bei 93.187, im Jahr 2007 bei 108.798. Verwaltungssitz des Distrikts ist die Stadt Cusco mit 111.930 Einwohnern (Stand 2017).

## Geographische Lage
Der Distrikt Cusco liegt im Nordwesten der Provinz Cusco. Im zentralen Osten des Distrikts liegt die Regions- und Provinzhauptstadt Cusco im Cusco-Tal auf einer Höhe von 3399 m. Im Südwesten und im Norden erstreckt sich der Distrikt über wenig besiedeltes Bergland. Höchster Punkt im Distrikt ist der an der nordwestlichen Distriktgrenze gelegene Berg Sinqa mit 4423 m.
Der Distrikt Cusco grenzt im Westen an die Distrikte Poroy und Cachimayo (Provinz Anta), im Nordwesten an den Distrikt Chinchero (Provinz Urubamba), im Norden an den Distrikt Coya (Provinz Calca), im Nordosten an den Distrikt Taray (ebenfalls in der Provinz Calca), im Osten an die Distrikte San Sebastián, Wanchaq und Santiago sowie im Südwesten an den Distrikt Ccorca.

## Bürgermeister
Für die Periode 2019–2022 wurde Víctor Boluarte Medina zum Bürgermeister (Alcalde Provincial) gewählt. Aufgrund einer strafrechtlichen Verurteilung wegen Betruges wurde er am 17. Dezember 2019 für ein Jahr vom Amt des Bürgermeisters suspendiert. Der stellvertretende Bürgermeister Ricardo Valderrama Fernández übernahm daraufhin für den Zeitraum der Suspendierung das Amt.